# Hug VII de Lusignan
Hug VII de Lusignan, dit el Bru, (c. 1065 – 1151) fou senyor de Lusignan, fill d'Hug VI de Lusignan i d'Ildegarda de Thouars. Acompanyà Lluís VII de França a la Segona Croada el 1147.

## Biografia
Hug era el fill primogènit d'Hug VI de Lusignan i d'Ildegarda de Thouars. Abans que el seu pare marxés a lluitar contra els sarrains a la península Ibèrica l'any 1087, li feu donació d'unes terres, fet que consta en les Chartes de l'abbaye de Nouaillé de 678 à 1200. Heretà el títol de senyor de Lusignan l'any 1110, a la mort del seu pare.
Hug renuncià a unes terres a favor del monestir de Sant Maixent, segons consta en el document núm.197 d'aquesta abadia. Vers el 1120 feu una donació a l'església de Sant Ciprià de Poitiers. Participà en la defensa del castell de Montignac-Charente que era assetjat pel comte d'Angulema. El 1143 renuncià als drets adquirits sobre l'església de Sant Hilari el Gran de Poitiers. El 1144 fou perdonat pels danys efectuats contra l'església de Sant Pere de La Celle, i per evitar ser excomunicat feu penitència i els seus fills van fer jurament sobre la tomba de la mare que la penitència seria complida.
Entre el 1147 i el 1149 estigué a Terra Santa combatent en l'exèrcit de Lluís VII de França. Morí a França vers el 1151.

## Matrimoni i descendència
Es casà amb Sarrasina de Lezay (? –† 1144), que era vídua probablement del comte de Sanseverino, i fou el pare de:
- Hug VIII de Lusignan (1106 – † 1172)
- Guillem, que es casà amb Denise senyora d'Angle
- Rorgon
- Simon, senyor de Lezay
- Galeran
- Aénor, casada amb Geoffroy IV, vescomte de Thouars